# سیندی ولا
سیندی ولا (انگلیسی: Cindy Vela؛ زادهٔ ۴ ژانویهٔ ۱۹۷۹) بازیگر، مانکن و نوازندهٔ ساکسوفون اهل ایالات متحده آمریکا است. وی دانش‌آموختۀ دانشگاه تگزاس در براونزویل است و از سال ۲۰۰۰ میلادی تاکنون مشغول فعالیت بوده‌است.
از فیلم‌ها یا مجموعه‌های تلویزیونی که وی در آن‌ها نقش داشته‌است، می‌توان به نوامبر سیاه و آخر بازی اشاره نمود. وی همچنین در چندین نماهنگ از کریس آلن، کارلوس سانتانا، کریستینا آگیلرا و ددی یانکی حضور داشته‌است.